# Всеволож (Львовская область)
Всеволож — летописный древнерусский город в Волынском княжестве. Городище Всеволожа расположено на берегу Западного Буга близ села Старгород Шептицкого района Львовской области.
Первое упоминание о Всеволоже встречается на страницах Повести временных лет и датировано 1098 годом. Название связано с именем князя Всеволода Владимировича. В 1241 году Всеволож был разрушен в ходе Батыева нашествия, после чего более не возродился.

## Археологические исследования
Впервые всеволожское городище в конце XIX века изучил Владимир Антонович, позже в 1930-х годах — Александр Цинкаловский, затем в 1963 году Павел Раппопорт. В 1970-х и 1980-х годах археологической экспедицией Львовского национального университета проводились исследования городищ Всеволож и Литовеж. В результате раскопок на территории городища было обнаружено значительное количество керамического материала, самый ранний из которого относится к позднему этапу Лука-Райковецкой культуры X века.
Площадка поселения, треугольная в плане (150 x 100 м), обнесена по периметру валом (высотой 1,5 м). С южной и юго-восточной стороны сохранился ров. Весь найденный материал хорошо датируется X—XI веками.
В исторической литературе долгое время вёлся спор о местонахождении городища Всеволож. Археолог А. Надеждин указывал на село Волошки в 12 верстах от Ковеля. А. Н. Цинкаловский в 1927 году обнаружил древнее городище X—XIII веков у села Литовеж и считал именно его летописным Всеволожем. Позднее он ассоциировал Всеволож с городищем у села Старгород. А. Демчук и Т. Коструба убедительно доказывают, что Всеволож находился на месте села Старгород Львовской области.